# 京成巴士
京成巴士（日语：／）是日本一家繼承京成電鐵巴士部門的巴士公司，1999年（平成11年）2月設立，2003年（平成15年）10月1日開始營運。本社位於千葉縣市川市八幡。

## 概要
主要營業區域為東京都內葛飾區、江戶川區至千葉縣西北部的京成、北總、JR沿線，並擁有部分埼玉縣路線。此外還擁有許多成田機場高速巴士。

## 沿革

### 京成巴士誕生
京成巴士起源於1930年（昭和5年）5月10日京成電氣軌道（當時京成電鐵公司名。以下簡稱「京成」。）成立的子公司京成乘合自動車。京成收購自身鐵道周邊的巴士業者東葛乘合自動車（市川國府台 - 船橋間）、千葉巴士（船橋 - 千葉間）、兩總自動車（千葉 - 東金間），並成立京成乘合負責營運。
1931年（昭和6年）12月京成收購隅田乘合自動車，1932年（昭和7年）7月直營化。1933年（昭和8年）接手中島理一的四木 - 龜有路線，1934年（昭和9年）接收上平井乘合自動車的四木 - 上平井 - 新小岩路線。1935年（昭和10年）於奧戶設置新車庫，1937年（昭和12年）改為奧戶營業所。同年，路線延伸至市川八幡た。
同時，京成乘合自動車在千葉縣內也積極收購周邊業者。1935年（昭和10年）買下以松戶為據點的東葛乘合。接著同年中接手松戶的渡邊敬藏三條路線。1936年（昭和11年）收購擁有東金 - 八街等路線的東金自動車，1937年（昭和12年）收購握有習志野 - 實籾與船橋 - 木下等路線的習志野乘合自動車。

### 戰時事業整合
由於戰時物資不足，巴士難以維持正常運行，1940年代起開始進行巴士業者整合。京成被指定為東京市周邊常磐線東南地域的整合主體業者，從東武鐵道接手千住大橋 - 堀切路線，1942年（昭和17年）自東京地下鐵道獲得舊葛飾乘合自動車大半路線。
同時作為千葉市地區的整合主體，1943年（昭和18年）取得成東自動車與共立乘合自動車路線。1944年（昭和19年）九十九里自動車與千葉市街自動車合併（九十九里自動車同時轉讓給京成旗下的九十九里鐵道），路線網大幅擴張。但因戰況惡化，大部分被迫暫停營運。

## 一般路線

### 營業所及管轄路線
- 金町營業所（日语：京成バス金町営業所）（8）
  - 東京都葛飾區金町
  - 管轄路線：戶崎線，幸田線，龜有線，Iris Loop（アイリスループ），家庭穿梭巴士（ファミリーシャトル），龜有綾瀨線，荒川區社區巴士「櫻」（さくら），北千住線
- 江戶川營業所（日语：京成バス江戸川営業所）（E）
  - 東京都江戶川區東篠崎
  - 管轄路線：篠崎線，鹿骨線，南小岩線，第二南小岩線，南行德線，區役所線，臨海醫院線，環七穿梭巴士（環七シャトル），新塔線（新タワー線），東陽町深夜巴士
- 習志野出張所（日语：京成バス習志野出張所）（0）
  - 千葉縣船橋市習志野
  - 管轄路線：大久保線，東習志野線，屋敷線，花見川團地線，花見川南線，實籾線
- 市川營業所（日语：京成バス市川営業所）（2）
  - 千葉縣市川市柏井町
  - 管轄路線：姬宮團地線，高塚線，國分線，富貴島線，鬼越線，中國分線，鬥士城（ファイターズタウン）線，市川學園線，市川市社區巴士
- 松戶營業所（日语：京成バス松戸営業所）（3）
  - 千葉縣松戶市古崎
  - 管轄路線：市川線，流山線，國分線，日大線，矢切渡口（矢切の渡し）線，松戶八潮線，東初石線，西初石線，三輪野山線，流山綠（ぐりーん）巴士（流山市社區巴士）
- 新都心營業所（日语：京成バス新都心営業所）（4）
  - 千葉縣習志野市芝園
  - 管轄路線：新都心幕張線，香澄團地線，幕張學園線，哥倫布市（コロンブスシティ）線，谷津公園城（谷津パークタウン）線，袖浦團地線，秋津團地線，新都心回遊線（口袋巴士，ポケットバス），習志野市社區巴士「快樂巴士」（ハッピーバス）
- 千葉營業所（日语：京成バス千葉営業所）（5，也管轄高速路線）
  - 千葉縣四街道市吉岡
  - 管轄路線：大學醫院線，小倉團地線，都町中通線，草鵐（ほおじろ）線，都賀線
- 長沼營業所（日语：京成バス長沼営業所）（N，也營運高速路線）
  - 千葉縣千葉市稻毛區長沼町
  - 管轄路線：八千代台線，勝田台團地線，橫戶線，犢橋（こてはし）團地線，菖蒲（あやめ）台團地線，檢見川線，瑞穗之杜線，皐月（さつきが）丘團地線，中部 美濱橫断線，宮野木線，京成團地線，Famile Heights（ファミールハイツ）線，寺山線，千草台團地線，長沼原線，稻毛海岸線

## 近、中距離高速巴士路線
〔 〕內為共同運行公司

### 營業所
- 奧戶營業所（日语：京成バス奥戸営業所）（1，也營運墨田區社區巴士）
  - 東京都葛飾區奧戶
- 千葉營業所（日语：京成バス千葉営業所）（5，也營運一般路線）
  - 千葉縣四街道市吉岡
- 新習志野高速營業所（日语：京成バス新習志野高速営業所）（H）
  - 千葉縣習志野市茜濱
- 長沼營業所（日语：京成バス長沼営業所）（N，也營運一般路線）
  - 千葉縣千葉市稻毛區長沼町

### 羽田機場路線
- 千葉中央站 - JR千葉站西口 - 稻毛海岸站 - 檢見川濱站 -（海濱幕張地區）- 羽田機場 〔京濱急行巴士、東京空港交通、千葉城市巴士（日语：ちばシティバス）〕
- 龜有站、小岩站 - 一之江站 - 葛西站 - 羽田機場 〔東京空港交通〕
- 船橋站 - 西船橋站 - 羽田機場 〔京濱急行巴士〕
- 津田沼站 - 京成津田沼站 - 羽田機場 〔東京空港交通〕
- TDL - TDS - （TDR周邊飯店）- 羽田機場 〔東京灣城交通（日语：東京ベイシティ交通）、京濱急行巴士、東京空港交通〕

### 成田機場路線
- （富士宮營業所 - 富士宮站 -） 鷹岡車庫 - 新富士站 - 沼津站 - 東名御殿場IC - 成田機場 〔富士急靜岡巴士（日语：富士急静岡バス）〕※京成班次從鷹岡車庫發車
- ON Liner號（日语：ONライナー号）： 西武バス大宮営業所（日语：西武バス大宮営業所） - 大宮站 - 埼玉新都心站 - 成田空港 〔千葉交通（日语：千葉交通）、東武巴士西、國際興業（日语：国際興業バス）、西武巴士〕
- 平塚（田村車庫）（日语：神奈川中央交通平塚営業所） - 本厚木站 - 成田機場 〔神奈川中央交通（日语：神奈川中央交通）〕
- 茅崎站 - 辻堂站 - 藤澤站 - 戶塚巴士中心 - 成田機場 〔神奈川中央交通〕
- 吉祥寺站 - 成田空港 〔小田急巴士（日语：小田急バス）、東京空港交通、關東巴士〕
- 橋本站 - 相模大野站 - 町田巴士中心（日语：町田バスセンター） - 成田機場 〔神奈川中央交通〕
- 新百合丘站 - 多摩廣場站 - 成田機場 〔小田急巴士、東急巴士〕
- 所澤站 - 東所澤站 - 和光市站 - 成田機場 〔西武巴士〕
- 東京穿梭巴士（東京シャトル）： 東雲車庫 - 東京站八重洲口 - 數寄屋橋（銀座站） - 成田機場 〔成田空港交通、京成巴士系統（日语：京成バスシステム）、Limousine Passenger Service〕
- 東京穿梭巴士： 大江戶溫泉物語（御台場） - 東京站八重洲口 - 成田機場 〔成田空港交通、京成巴士系統、Limousine Passenger Service〕
- 成田穿梭巴士（成田シャトル）： 大崎站西口 - 成田機場 - 芝山町〔千葉交通、WILLER EXPRESS（日语：WILLER EXPRESS）〕
- 小岩站 - 一之江站 - 葛西站 - 成田機場
- 橫濱站（YCAT（日语：横浜シティ、エア、ターミナル）） -（港未來周邊飯店）- 成田機場 〔京濱急行巴士、東京空港交通〕
- 中山站（橫濱線、橫濱市營地下鐵綠線） - 中心南站 - 成田機場 〔東急巴士〕
- 千葉中央站 - 千葉站西口 - 稻毛海岸站 - 檢見川濱站 -（海濱幕張地區）- 成田機場 〔成田空港交通（日语：成田空港交通）、千葉城市巴士（日语：ちばシティバス）〕
- 木更津站 - 木更津金田巴士總站（日语：木更津金田バスターミナル） - 三井暢貨園區（日语：三井アウトレットパーク 木更津） - 市原巴士總站（日语：市原バスターミナル） - 成田機場〔日東交通（日语：日東交通 (千葉県)）、小湊鐵道〕

### 東京站路線

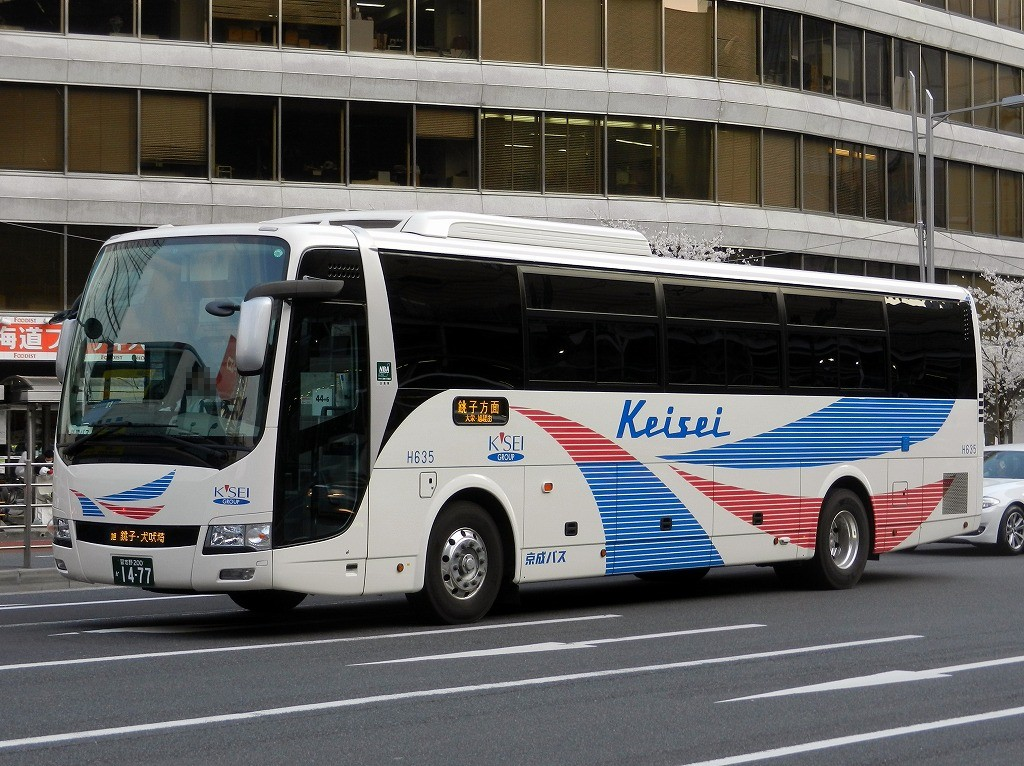
犬吠號

- 鹿嶋號（日语：かしま号）： 鹿嶋足球場 - 鹿島神宮站 - 鹿島中央飯店（日语：鹿島セントラルホテル） - 東京站 〔關東鐵道、JR巴士關東〕
- 犬吠號： 犬吠埼（日语：犬吠埼） - 東芝町（銚子） - 銚子站 - 旭 - 東京站八重洲口前 - 濱松町 〔千葉交通〕
- アクシー號（日语：アクシー号）： 龜田醫院（日语：亀田総合病院） - 安房鴨川站 - 木更津金田BT（日语：木更津金田バスターミナル） - 東京站八重洲口前 - 濱松町 - 東京鐵塔 / 東雲車庫 〔日東交通（日语：日東交通 (千葉県)）、鴨川日東巴士（日语：鴨川日東バス）〕
- 安房小湊/御宿 - 勝浦站 - 市原鶴舞BT（日语：市原鶴舞バスターミナル） - 木更津金田BT - 東京站八重洲口前 - 濱松町 〔小湊鐵道、鴨川日東巴士〕
- 茂原站 - 長南駐車場 - 市原鶴舞BT（日语：市原鶴舞バスターミナル） - 東京站八重洲口前 - 東雲車庫 〔小湊鐵道〕
- 青堀站 - 君津站 - 君津BT（日语：君津バスターミナル） - 木更津金田BT - 東京站八重洲口前 - 濱松町 / 東雲車庫 〔日東交通〕
- 君津製鐵所（日语：新日本製鐵君津製鐵所） - 木更津站 - 木更津金田BT - 東京站八重洲口前 - 東雲車庫 〔日東交通〕
- 三井暢貨園區木更津 - 東京站八重洲口前 - 濱松町〔日東交通〕
- My Town Direct Bus（日语：マイタウン、ダイレクトバス）
  - 新浦安線
日之出七丁目 - 明海四丁目 - 辯天第二 - 東京迪士尼樂園 - 東京迪士尼海洋 - 東京站八重洲口前 - 秋葉原站等 〔東京灣城交通（日语：東京ベイシティ交通）〕　
  - 千葉北線
長沼原町 - Ville Foret（ヴィルフォーレ）稻毛 - 萩台入口 - 草野車庫 - 長沼 - 花見川消防署前 - 活力廣場（いきいきプラザ）入口 - 幕張展覽館中央（部分班次） - 東京站八重洲口前 - 國際展示場站 - 東雲車庫
  - 尤加利丘線
尤加利丘（宮之台） - 尤加利丘站入口（平日往東京發車班次在南口） - 下志津 - 東邦大佐倉醫院 - 王子台三丁目 - 臼井站南口 - 消防署前 - 地區中心 - 吉見台公園 - 染井野南 - 內黑田入口 - 八木原小學校 - 千代田團地入口 - 幕張展覽館中央（部分班次） - 東京站八重洲口前 - 國際展示場站（部分班次） - 東雲車庫 〔千葉綠巴士（日语：ちばグリーンバス）、千葉內陸巴士（日语：千葉内陸バス）〕
  - 千城台、八街、成東線
成東車庫 - 八街站 - 御成台車庫 - 千城台站 - 小倉台站 - 幕張展覽館中央（部分班次） - 東京站八重洲口前 - 東雲車庫 〔千葉花巴士（日语：ちばフラワーバス）〕※成東車庫，八街站僅葉花巴士運行
  - 千葉市灣區線
高濱車庫 - 高濱消防署 - 高濱北團地 - 東京齒科大學正門（日语：東京歯科大学） - 真砂社區中心 - 磯邊中央 - 花見川通 - 海濱打瀨小學校（日语：千葉市立海浜打瀬小学校） - 幕張展覽館中央 - 神田外語大學 - 哥倫布市（コロンブスシティー） - 東京站八重洲口 - 國際展示場站 - 東雲車庫 〔千葉海濱交通（日语：千葉海浜交通）〕

### 東京迪士尼渡假區路線
- 新宿站 - 東京迪士尼樂園（TDL） - 東京迪士尼海洋（TDS） 〔JR巴士關東〕
- 橫濱皇家花園酒店（横浜ロイヤルパークホテル） → 橫濱站東口 - TDL - TDS 〔京濱急行巴士〕
- 川崎站 - 蒲田站 - TDL - TDS 〔京濱急行巴士〕
- 多摩廣場站 - TDL - TDS 〔東急巴士〕
- 晴空塔穿梭巴士（日语：スカイツリーシャトル）： 東京晴空塔城 - 錦糸町站 - 葛西站 - TDL - TDS 〔東武巴士中央〕
- 尤加利丘（宮之台） - TDL - TDS 〔千葉綠巴士、千葉內陸巴士〕

### 其他
- 幕張展覽館 - 橫濱站（YCAT） 〔京濱急行巴士〕 ※僅在幕張展覽館活動日運行
- 海濱幕張站 - 京成津田沼站 - 津田沼站 - 西船橋站 - 富士急高原樂園 - 河口湖站　〔富士急山梨巴士（日语：富士急山梨バス）〕 ※季節運行

### 深夜急行巴士
- 東京站八重洲口前 - 葛西臨海公園站 - 葛西站 - 一之江站 - 奧戶車庫
- 新橋站銀座口 - 有樂町站Mullion前（日语：有楽町センタービル） - 東京站八重洲口前 - 新浦安站北口 - Sankopo（サンコーポ）西口
- 新橋站銀座口 - 有樂町站Mullion前 - 東京站八重洲口前 - LIVRE京成（日语：京成Store）浦安 - Sankopo西口 - 新浦安站北口 - 行德站 - 富濱（妙典站） - 下總中山站入口 - 西船橋站 - 行田團地 - 稅務大學校（日语：税務大学校）入口 - 藤原町 - 大塚硝子（大塚ガラス） - 藤原六丁目 - 桐畑
- 新橋站銀座口 - 有樂町站Mullion前 - 東京站八重洲口前 - LIVRE京成浦安 - Sankopo西口 - 新浦安站 - High Town（ハイタウン）鹽濱 - 行德站前四丁目 - 秋津小學校（日语：習志野市立秋津小学校） - 香澄公園 - 海濱幕張站 - 幕張灣城Patios（パティオス）1番街 - 檢見川濱站 - 稻毛海岸站 - 稻毛站 - 幸町團地 - 幸町第三 - 花園城（ガーデンタウン） - 千葉站

## 夜行高速巴士路線

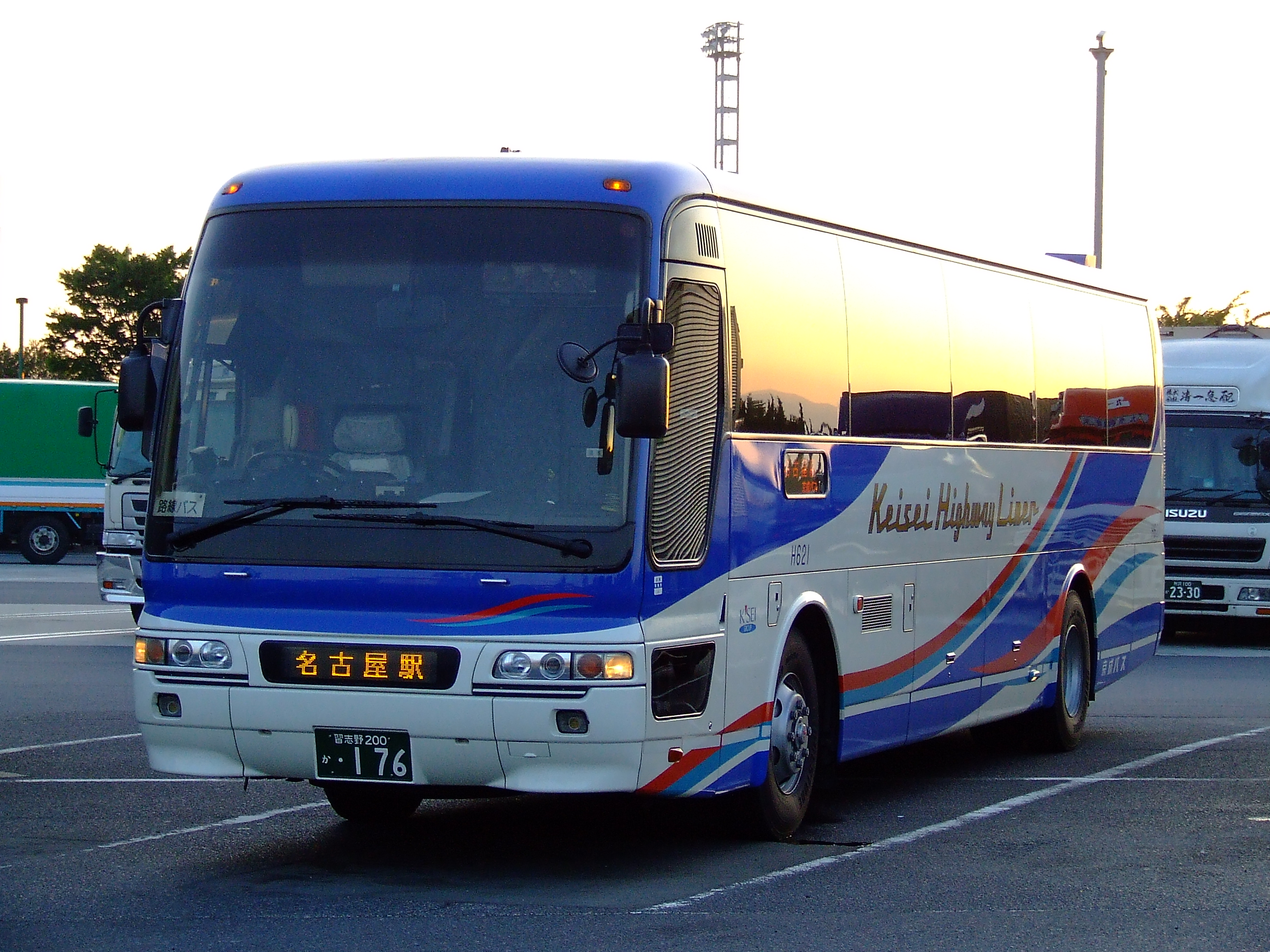
夜行用車輛

### 現行路線
- 幻想名古屋號（日语：ファンタジアなごや号）
西船橋站、TDL、橫濱站 ⇔ 名古屋站 〔JR東海巴士〕
- 大和號（日语：やまと号）
五位堂站、王寺站、近鐵郡山站、JR郡山站、JR奈良站、近鐵奈良站、天理站 ⇔ 本厚木站、橫濱站（YCAT（日语：横浜シティ、エア、ターミナル））、京成上野站、西船橋站、TDR、海濱幕張站 〔奈良交通（日语：奈良交通）〕
- 千葉、TDR、東京站、橫濱 - 大阪、神戶線（日语：千葉、東京、横浜 - 大阪梅田、神戸線）
千葉中央站、海濱幕張站、西船橋站、TDR、東京站、橫濱站東口 ⇔ 千里中央站、新大阪、大阪梅田（日语：大阪駅、梅田駅周辺バスのりば）、 神戶三宮 〔阪急巴士（日语：阪急バス）〕

## 外部連結
- 京成巴士官方網站 （页面存档备份，存于）